# Donatello Dubini
Donatello Dubini (* 19. Juli 1955 in Zürich; † 26. März 2011 in Köln) war ein Schweizer Regisseur und Dokumentarfilmer. Seine Filme realisierte er in enger Zusammenarbeit mit seinem Bruder Fosco Dubini.

## Lebenslauf
Er studierte von 1975 bis 1977 an der Filmakademie in Wien, ab 1979 dann Filmwissenschaft an der Universität Köln. Seine Magisterarbeit erstellte er über den Dokumentarfilmer Richard Dindo.
Seinen ersten Dokumentarfilm Gösgen – Ein Film über die Volksbewegung gegen Atomkraftwerke über das Kernkraftwerk Gösgen realisierte er 1978 gemeinsam mit seinem Bruder. Es folgten Dokumentarfilme über den verschollen italienischen Physiker Ettore Majorana, den Atomspion Klaus Fuchs und den bayrischen Märchenkönig Ludwig II.
Mit späteren Werken wandten sich die Gebrüder Dubini verstärkt Film- und Kunst-Themen zu. So entstanden Dokumentarfilme über die Schauspielerin Jean Seberg, den Schriftsteller Thomas Pynchon oder die Schauspielerin Hedy Lamarr.
2001 verfilmten beide das Reisetagebuch der Annemarie Schwarzenbach unter dem Titel Die Reise nach Kafiristan.
Seinen letzten Film Die große Erbschaft, der sich der persönlichen Geschichte der Familie Dubini widmete, präsentierte er kurz vor seinem Tod auf den 46. Solothurner Filmtagen.
Dubini war Gründungsmitglied des Kölner Filmhauses und Mitglied der Filmemacher- und Verleihinitiative „Der Andere Blick“.

## Filmografie (Auswahl)
- 1978: Gösgen – Ein Film über die Volksbewegung gegen Atomkraftwerke
- 1986: Das Verschwinden des Ettore Majorana
- 1989: Klaus Fuchs – Atomspion
- 1993: Ludwig 1881
- 1995: Jean Seberg: American Actress
- 2001: Thomas Pynchon: A Journey Into the Mind of P.
- 2001: Die Reise nach Kafiristan
- 2005: Hedy Lamarr: Secrets of a Hollywood Star
- 2011: Die große Erbschaft

## Auszeichnungen
- 1987: Förderpreis des Landes Nordrhein-Westfalen für junge Künstlerinnen und Künstler
- 1990: Bayerischer Filmpreis, gemeinsam mit seinem Bruder Fosco Dubini